# Мечеть Хидир-Ага
Мече́ть Хиди́р-Ага (тур. Hıdır Ağa Camii) — мечеть, збудована Хидир-Агою в Едірне за часів Османської імперії.
Дата будівництва мечеті, на якій немає жодного напису, невідома. Згідно з джерелами, дата будівництва вказується як XV або XVI століття. Мечеть, що є однокупольною спорудою, ремонтувалася двічі: один раз після Російсько-турецької війни 1877—1878 років та один раз у 1993 році.